# Krakovany
Krakovany je obec a společně s osadou Božec též obec v okrese Kolín na rozmezí Polabské nížiny a Železných hor asi 14 km východně od Kolína. Žije zde 936 obyvatel. V roce 2011 zde bylo evidováno 337 adres.
Krakovany je také název katastrálního území o rozloze 7,73 km2.

## Historie
Původ názvu bývá vykládán jako ves lidí přišlých z Krakova.
První písemná zmínka o obci pochází z roku 1244, kdy se připomíná Honata z Krakovan ("Craouian"). Znak obce v podobě vpravo kráčející lišky s kbelíkovou přilbou na hlavě převzala obec z pečeti zdejšího šlechtice Vesela z Krakovan z roku 1325.

### Územněsprávní začlenění
Dějiny územněsprávního začleňování zahrnují období od roku 1850 do současnosti. V chronologickém přehledu je uvedena územně administrativní příslušnost obce v roce, kdy ke změně došlo:
- 1850 země česká, kraj Jičín, politický okres Nový Bydžov, soudní okres Chlumec[9]
- 1855 země česká, kraj Jičín, soudní okres Chlumec
- 1868 země česká, politický okres Nový Bydžov, soudní okres Chlumec
- 1939 země česká, Oberlandrat Kolín, politický okres Nový Bydžov, soudní okres Chlumec nad Cidlinou[10]
- 1942 země česká, Oberlandrat Hradec Králové, politický okres Nový Bydžov, soudní okres Chlumec nad Cidlinou[11]
- 1945 země česká, správní okres Nový Bydžov, soudní okres Chlumec nad Cidlinou[12]
- 1949 Hradecký kraj, okres Nový Bydžov [13]
- 1960 Středočeský kraj, okres Kolín
- 2003 Středočeský kraj, obec s rozšířenou působností Kolín

### Rok 1932
Ve vsi Krakovany (868 obyvatel, poštovní úřad, telegrafní úřad, telefonní úřad, četnická stanice) byly v roce 1932 evidovány tyto živnosti a obchody: cihelna, 2 obchodníci s dobytkem, holič, rolnické družstvo, 4 hostince, kolář, 2 kováři, krejčí, 2 obuvníci, pekař, rolník, 3 řezníci, 4 obchody se smíšeným zbožím, výroba hospodářských strojů, švadlena, 2 trafiky, truhlář.
Ve vsi Božec (210 obyvatel, samostatná ves se později stala součástí Krakovan) byly v roce 1932 evidovány tyto živnosti a obchody: hostinec, 5 rolníků, obchod se smíšeným zbožím, trafika.

## Památky
- Evangelická modlitebna, nemovitá kulturní památka ČR vedená pod číslem 49723/2-4398; kolem modlitebny se rozprostírá hřbitov
- Krakovanská lípa u kostela, památný strom č. 104010
- Evangelická fara z roku 1833[16]
- Dva křížky, jeden z roku 1902[17], druhý z roku 1862[18]
- Bývalá synagoga
- Pozůstatky německé radarové stanice Koralle[19]

## Současnost
V obci se nachází mateřská škola, základní škola (1. až 5. ročník), zdravotní středisko. V obci působí také spolky: chovatelé, zahrádkáři, kynologický klub, hasiči, červený kříž a sportovní klub. Čtyřikrát do roka vycházejí Noviny Krakovan a Božce.

## Doprava
Dopravní síť
- Pozemní komunikace – Obcí prochází silnice II/327 Nový Bydžov - Chlumec nad Cidlinou - Krakovany - Týnec nad Labem.

- Železnice – Železniční trať ani stanice na území obce nejsou. Nejblíže obci je železniční zastávka Týnec nad Labem ve vzdálenosti 3,5 km ležící na trati 010 mezi Kolínem a Pardubicemi.

Veřejná doprava 2011
- Autobusová doprava – Z obce vedly autobusové linky např. do těchto cílů: Kolín, Týnec nad Labem, Žiželice (dopravce Okresní autobusová doprava Kolín, s. r. o.), Chlumec nad Cidlinou, Chvaletice, Kolín, Přelouč, Týnec nad Labem (dopravce Veolia Transport Východní Čechy, a. s.).

## Fotogalerie

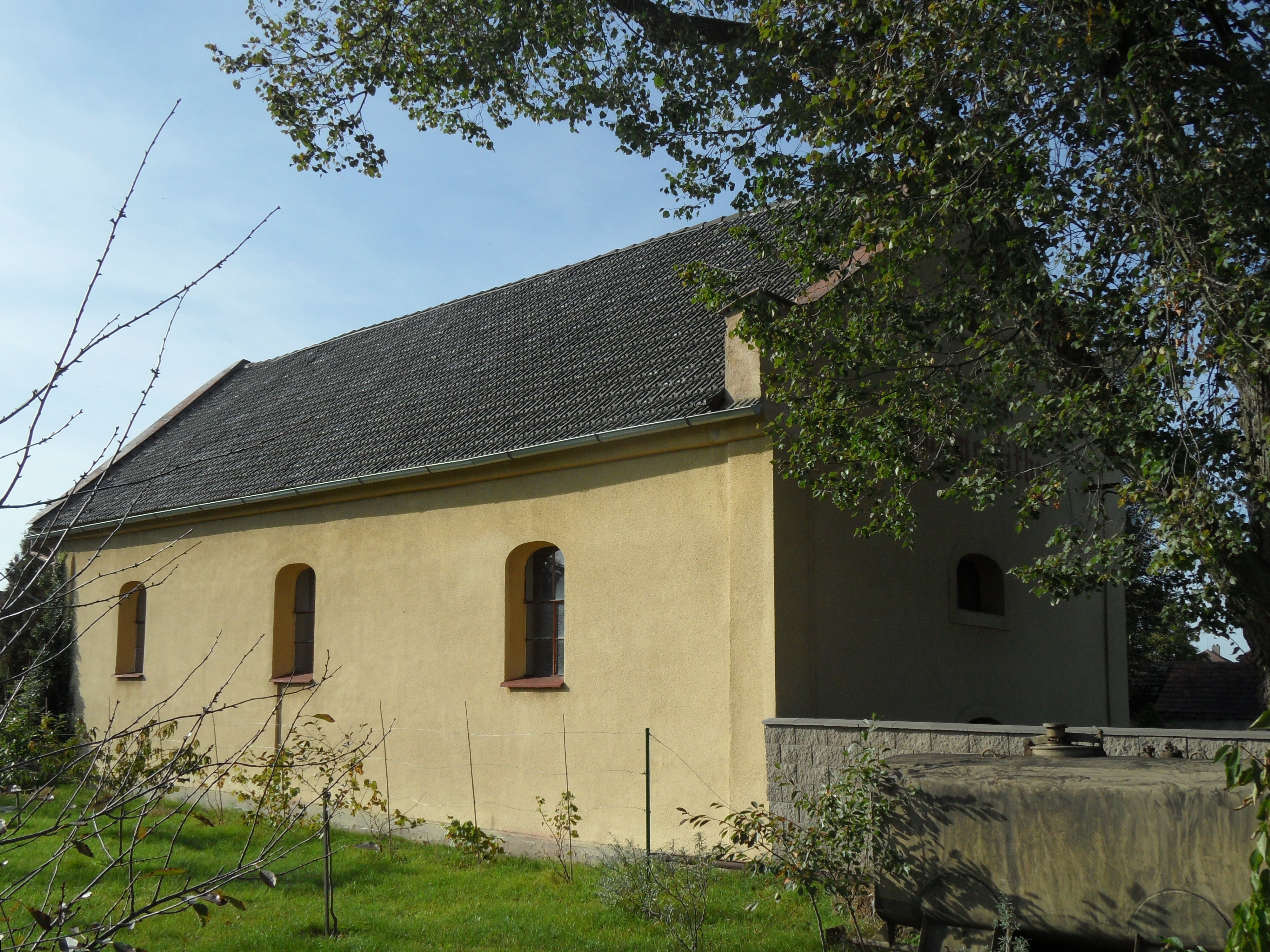
Kulturní památka: evangelický sbor
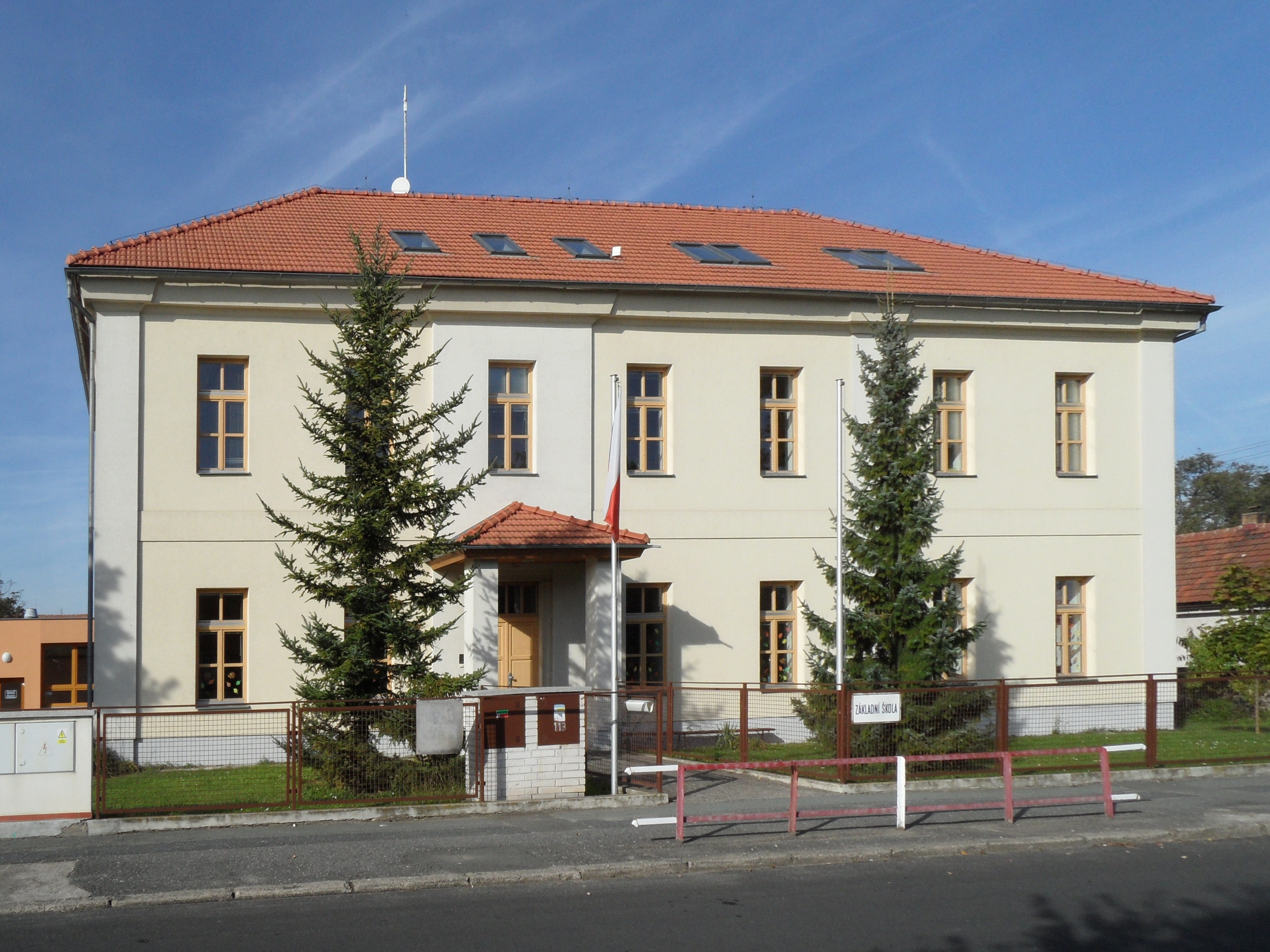
Základní škola
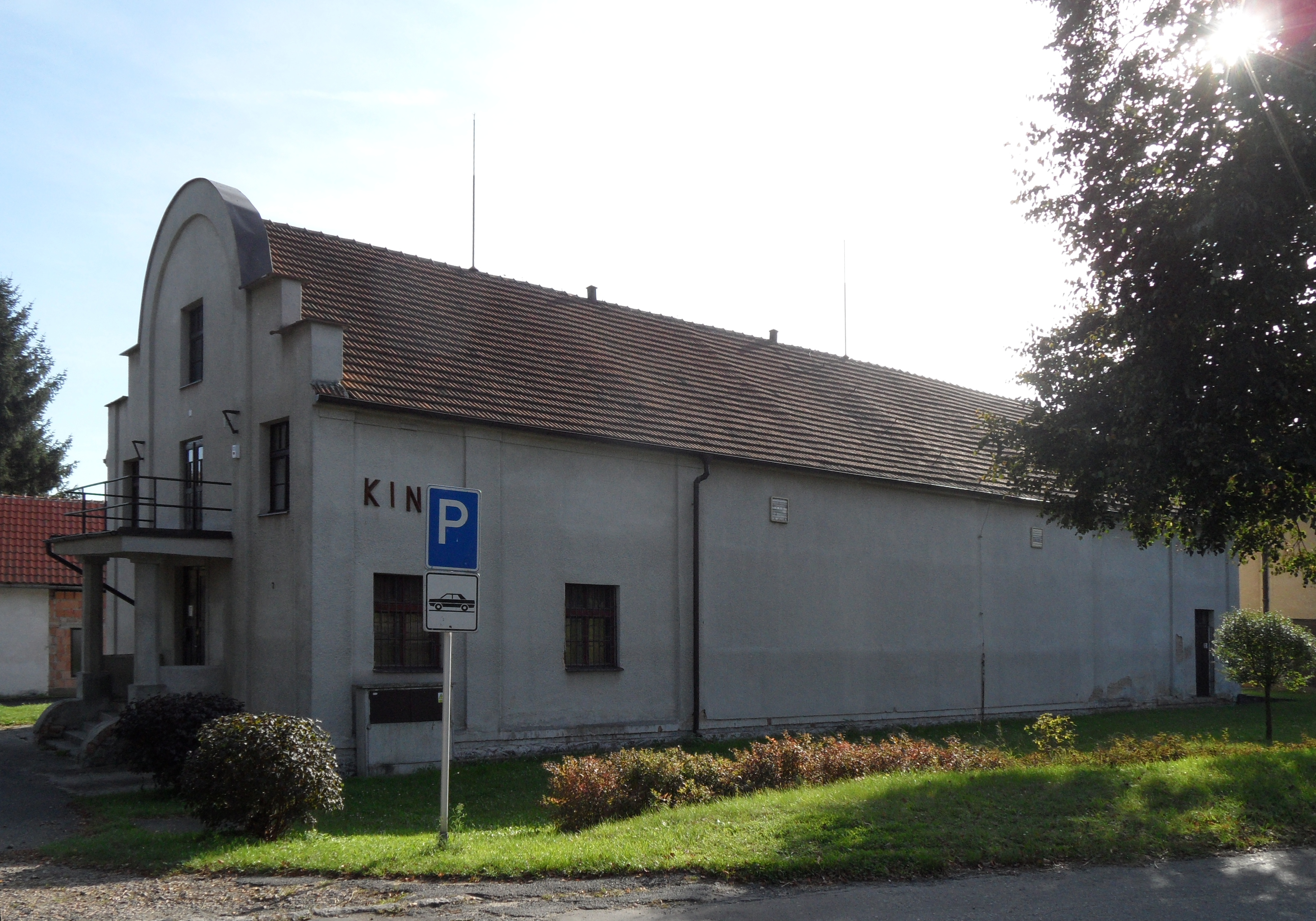
Kino
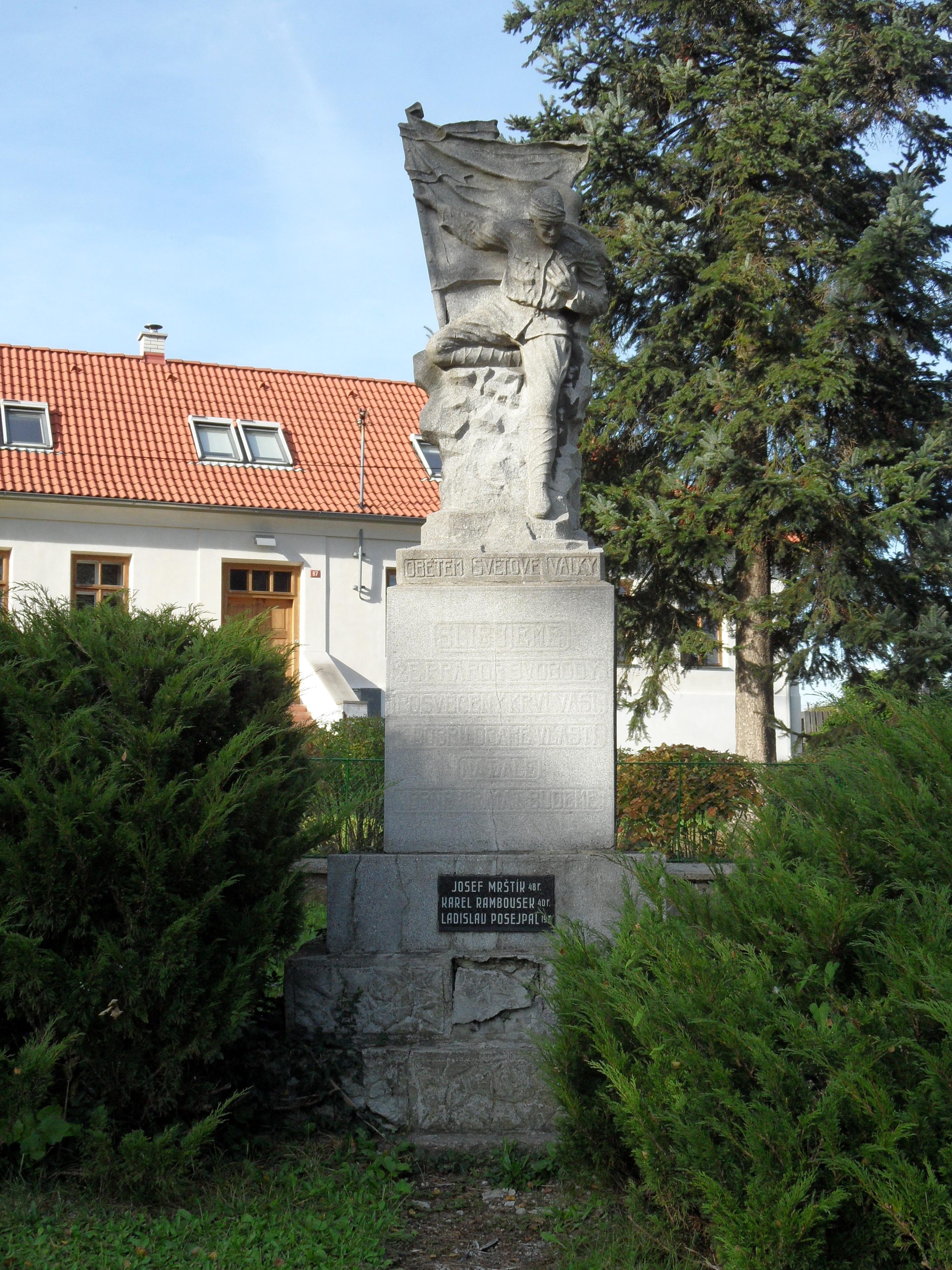
Památník obětem první světové války
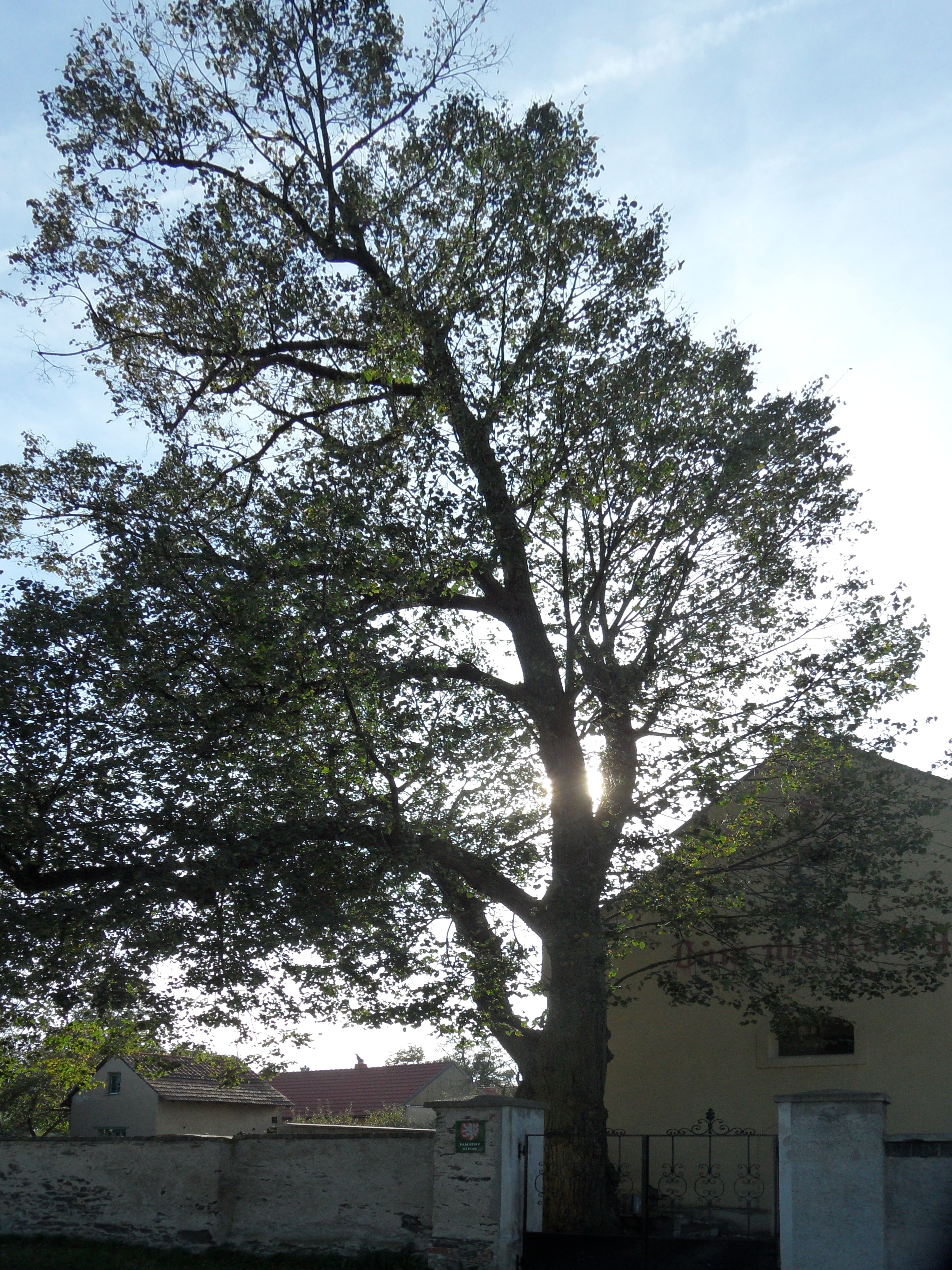
Památný strom: lípa malolistá